# Olaszország az 1984. évi nyári olimpiai játékokon
Olaszország az egyesült államokbeli Los Angelesben megrendezett 1984. évi nyári olimpiai játékok egyik részt vevő nemzete volt. Az országot az olimpián 23 sportágban 268 sportoló képviselte, akik összesen 32 érmet szereztek.

## Érmesek
| Érem  | Versenyző | Sportág       | Versenyszám             |
| ----- | --- | ------------- | ----------------------- |
| Arany | Alberto Cova | Atlétika      | Férfi 10 000 m          |
| Arany | Alessandro Andrei | Atlétika      | Férfi súlylökés         |
| Arany | Gabriella Dorio | Atlétika      | Női 1500 m              |
| Arany | Vincenzo Maenza | Birkózás      | Kötöttfogás, 48 kg      |
| Arany | Carmine Abbagnale Giuseppe Abbagnale Giuseppe Di Capua | Evezés        | Férfi kormányos kettes  |
| Arany | Marcello Bartalini Marco Giovannetti Eros Poli Claudio Vandelli | Kerékpározás  | Férfi csapat időfutam   |
| Arany | Maurizio Stecca | Ökölvívás     | Harmatsúly              |
| Arany | Daniele Masala | Öttusa        | Egyéni                  |
| Arany | Daniele Masala Carlo Massullo Pierpaolo Cristofori | Öttusa        | Csapat                  |
| Arany | Luciano Giovannetti | Sportlövészet | Trap                    |
| Arany | Norberto Oberburger | Súlyemelés    | 110 kg                  |
| Arany | Mauro Numa | Vívás         | Férfi tőr, egyéni       |
| Arany | Mauro Numa Andrea Borella Andrea Cipressa Stefano Cerioni Angelo Scuri | Vívás         | Férfi tőr, csapat       |
| Arany | Marco Marin Gianfranco Dalla Barba Giovanni Scalzo Ferdinando Meglio Angelo Arcidiacono | Vívás         | Férfi kard, csapat      |
| Ezüst | Sara Simeoni | Atlétika      | Női magasugrás          |
| Ezüst | Ezio Gamba | Cselgáncs     | Férfi könnyűsúly        |
| Ezüst | Salvatore Todisco | Ökölvívás     | Papírsúly               |
| Ezüst | Francesco Damiani | Ökölvívás     | Szupernehézsúly         |
| Ezüst | Edith Gufler | Sportlövészet | Női légpuska            |
| Ezüst | Marco Marin | Vívás         | Férfi kard, egyéni      |
| Bronz | Maurizio Damilano | Atlétika      | Férfi 20 km gyaloglás   |
| Bronz | Sandro Bellucci | Atlétika      | Férfi 50 km gyaloglás   |
| Bronz | Giovanni Evangelisti | Atlétika      | Férfi távolugrás        |
| Bronz | Luciano Bruno | Ökölvívás     | Váltósúly               |
| Bronz | Angelo Musone | Ökölvívás     | Nehézsúly               |
| Bronz | Carlo Massullo | Öttusa        | Egyéni                  |
| Bronz | Nemzeti válogatott Marco Negri Pier Paolo Lucchetta Giancarlo Dametto Franco Bertoli Francesco Dall'Olio Piero Rebaudengo Giovanni Errichiello Guido De Luigi Fabio Vullo Giovanni Lanfranco Paolo Vecchi Andrea Lucchetta | Röplabda      | Férfi                   |
| Bronz | Luca Scribani Rossi | Sportlövészet | Skeet                   |
| Bronz | Alfio Peraboni Giorgio Gorla | Vitorlázás    | Csillaghajó             |
| Bronz | Stefano Cerioni | Vívás         | Férfi tőr, egyéni       |
| Bronz | Stefano Bellone Sandro Cuomo Cosimo Ferro Roberto Manzi Angelo Mazzoni | Vívás         | Férfi párbajtőr, csapat |
| Bronz | Dorina Vaccaroni | Vívás         | Női tőr, egyéni         |

## Atlétika
Férfi
| Versenyző                                                                           | Versenyszám     | Előfutam | Előfutam | Előfutam | Negyeddöntő | Negyeddöntő | Negyeddöntő | Elődöntő | Elődöntő | Elődöntő | Döntő         | Döntő         |
| Versenyző                                                                           | Versenyszám     | Idő      | Hely.    | Össz.    | Idő         | Hely.       | Össz.       | Idő      | Hely.    | Össz.    | Idő           | Helyezés      |
| ----------------------------------------------------------------------------------- | --------------- | -------- | -------- | -------- | ----------- | ----------- | ----------- | -------- | -------- | -------- | ------------- | ------------- |
| Antonio Ullo                                                                        | 100 m           | 10,36    | 3.       | 8.       | 10,57       | 5.          | 25.         | kiesett  | kiesett  | kiesett  | kiesett       | kiesett       |
| Pier-Francesco Pavoni                                                               | 100 m           | 10,72    | 4.       | 46.**    | kiesett     | kiesett     | kiesett     | kiesett  | kiesett  | kiesett  | kiesett       | kiesett       |
| Stefano Tilli                                                                       | 100 m           | 10,48    | 2.       | 20.*     | 10,39       | 1.          | 9.          | 10,55    | 6.       | 14.      | kiesett       | kiesett       |
| Stefano Tilli                                                                       | 200 m           | 20,72    | 1.       | 7.       | 20,64       | 2.          | 11.         | 20,72    | 6.       | 10.      | kiesett       | kiesett       |
| Pietro Mennea                                                                       | 200 m           | 20,70    | 1.       | 4.**     | 20,50       | 2.          | 5.          | 20,47    | 3.       | 4.       | 20,55         | 7.            |
| Carlo Simionato                                                                     | 200 m           | 21,06    | 1.       | 16.*     | 20,86       | 4.          | 15.         | 20,92    | 8.       | 14.      | kiesett       | kiesett       |
| Donato Sabia                                                                        | 800 m           | 1:47,04  | 3.       | 15.      | 1:44,90     | 2.          | 3.          | 1:45,96  | 4.       | 10.      | 1:44,53       | 5.            |
| Riccardo Materazzi                                                                  | 800 m           | 1:46,03  | 4.       | 5.       | 1:47,90     | 6.          | 27.         | kiesett  | kiesett  | kiesett  | kiesett       | kiesett       |
| Riccardo Materazzi                                                                  | 1500 m          | 3:37,95  | 4.       | 4.       |             |             |             | 3:36,51  | 7.       | 8.       | 3:40,74       | 11.           |
| Stefano Mei                                                                         | 1500 m          | 3:39,25  | 3.       | 8.       |             |             |             | 3:37,96  | 7.       | 14.      | kiesett       | kiesett       |
| Claudio Patrignani                                                                  | 1500 m          | 3:52,63  | 6.       | 39.      |             |             |             | kiesett  | kiesett  | kiesett  | kiesett       | kiesett       |
| Antonio Selvaggio                                                                   | 5000 m          | 13:55,73 | 9.       | 31.      |             |             |             | kiesett  | kiesett  | kiesett  | kiesett       | kiesett       |
| Piero Selvaggio                                                                     | 5000 m          | 14:04,74 | 10.      | 37.      |             |             |             | kiesett  | kiesett  | kiesett  | kiesett       | kiesett       |
| Salvatore Antibo                                                                    | 5000 m          | 13:46,32 | 6.       | 14.      |             |             |             | 13:47,53 | 14.      | 24.      | kiesett       | kiesett       |
| Salvatore Antibo                                                                    | 10 000 m        | 28:22,57 | 2.       | 10.      |             |             |             |          |          |          | 28:06,50      | 4.            |
| Alberto Cova                                                                        | 10 000 m        | 28:26,10 | 1.       | 14.      |             |             |             |          |          |          | 27:47,54      |               |
| Francesco Panetta                                                                   | 10 000 m        | 29:00,78 | 9.       | 26.      |             |             |             |          |          |          | kiesett       | kiesett       |
| Francesco Panetta                                                                   | 3000 m akadály  | 8:37,05  | 8.       | 23.      |             |             |             | 8:31,24  | 9.       | 19.      | kiesett       | kiesett       |
| Franco Boffi                                                                        | 3000 m akadály  | 8:32,26  | 7.       | 22.      |             |             |             | 8:30,82  | 10.      | 18.      | kiesett       | kiesett       |
| Giovanni D'Aleo                                                                     | Maraton         |          |          |          |             |             |             |          |          |          | 2:20:12       | 35.           |
| Marco Marchei                                                                       | Maraton         |          |          |          |             |             |             |          |          |          | 2:22:38       | 43.           |
| Daniel Fontecchio                                                                   | 110 m gát       | 13,75    | 3.       | 7.       |             |             |             | 13,86    | 6.       | 8.*      | kiesett       | kiesett       |
| Carlo Mattioli                                                                      | 20 km gyaloglás |          |          |          |             |             |             |          |          |          | 1:25:07       | 5.            |
| Alessandro Pezzatini                                                                | 20 km gyaloglás |          |          |          |             |             |             |          |          |          | 1:32:27       | 28.           |
| Maurizio Damilano                                                                   | 20 km gyaloglás |          |          |          |             |             |             |          |          |          | 1:23:26       |               |
| Maurizio Damilano                                                                   | 50 km gyaloglás |          |          |          |             |             |             |          |          |          | nem ért célba | nem ért célba |
| Sandro Bellucci                                                                     | 50 km gyaloglás |          |          |          |             |             |             |          |          |          | 3:53:45       |               |
| Raffaello Ducceschi                                                                 | 50 km gyaloglás |          |          |          |             |             |             |          |          |          | 3:59:26       | 5.            |
| Antonio Ullo Giovanni Bongiorni Stefano Tilli Pietro Mennea                         | 4 × 100 m váltó | 39,87    | 3.       | 7.       |             |             |             | 39,32    | 2.       | 7.       | 38,87         | 4.            |
| Roberto Tozzi Ernesto Nocco Roberto Ribaud Pietro Mennea Donato Sabia Mauro Zuliani | 4 × 400 m váltó | 3:06,28  | 2.       | 11.      |             |             |             | 3:03,87  | 3.       | 5.       | 3:01,44       | 5.            |

| Versenyző            | Versenyszám   | Selejtező | Selejtező | Döntő                       | Döntő                 |
| Versenyző            | Versenyszám   | Eredmény  | Helyezés  | Eredmény                    | Helyezés              |
| -------------------- | ------------- | --------- | --------- | --------------------------- | --------------------- |
| Mauro Barella        | Rúdugrás      | 535 cm    | 9.        | 530 cm                      | 8.                    |
| Giovanni Evangelisti | Távolugrás    | 794 cm    | 5.        | 824 cm (holtverseny) 809 cm |                       |
| Dario Badinelli      | Hármasugrás   | 16,13 m   | 15.       | kiesett                     | kiesett               |
| Alessandro Andrei    | Súlylökés     | 20,18 m   | 3.        | 21,26 m                     |                       |
| Marco Montelatici    | Súlylökés     | 20,14 m   | 4.        | 19,98 m                     | 6.                    |
| Luciano Zerbini      | Diszkoszvetés | 63,44 m   | 3.        | 63,50 m                     | 7.                    |
| Marco Martino        | Diszkoszvetés | 60,76 m   | 12.       | érvényes dobás nélkül       | érvényes dobás nélkül |
| Orlando Bianchini    | Kalapácsvetés | 74,02 m   | 3.        | 75,94 m                     | 4.                    |
| Gian Paolo Urlando   | Kalapácsvetés | kizárták  | kizárták  | kizárták                    | kizárták              |
| Lucio Serrani        | Kalapácsvetés | 70,64 m   | 15.       | kiesett                     | kiesett               |
| Agostino Ghesini     | Gerelyhajítás | 72,96 m   | 23.       | kiesett                     | kiesett               |

Női
| Versenyző                                                                       | Versenyszám     | Előfutam | Előfutam | Előfutam | Negyeddöntő | Negyeddöntő | Negyeddöntő | Elődöntő | Elődöntő | Elődöntő | Döntő   | Döntő    |
| Versenyző                                                                       | Versenyszám     | Idő      | Hely.    | Össz.    | Idő         | Hely.       | Össz.       | Idő      | Hely.    | Össz.    | Idő     | Helyezés |
| ------------------------------------------------------------------------------- | --------------- | -------- | -------- | -------- | ----------- | ----------- | ----------- | -------- | -------- | -------- | ------- | -------- |
| Marisa Masullo                                                                  | 200 m           | 23,30    | 2.       | 7.*      | 23,19       | 4.          | 13.*        | 22,88    | 6.       | 11.      | kiesett | kiesett  |
| Erica Rossi                                                                     | 400 m           | 53,04    | 6.       | 17.      |             |             |             | kiesett  | kiesett  | kiesett  | kiesett | kiesett  |
| Gabriella Dorio                                                                 | 800 m           | 2:01,41  | 2.       | 2.       |             |             |             | 1:59,53  | 2.       | 2.       | 1:59,05 | 4.       |
| Gabriella Dorio                                                                 | 1500 m          | 4:04,51  | 1.       | 1.       |             |             |             |          |          |          | 4:03,25 |          |
| Agnese Possamai                                                                 | 3000 m          | 8:45,84  | 3.       | 7.       |             |             |             |          |          |          | 9:10,82 | 10.      |
| Laura Fogli                                                                     | Maraton         |          |          |          |             |             |             |          |          |          | 2:29:28 | 9.       |
| Alba Milana                                                                     | Maraton         |          |          |          |             |             |             |          |          |          | 2:33:01 | 12.      |
| Paola Moro                                                                      | Maraton         |          |          |          |             |             |             |          |          |          | 2:37:06 | 20.      |
| Giuseppina Cirulli                                                              | 400 m gát       | 57,49    | 4.       | 12.      |             |             |             | 56,45    | 6.       | 9.       | kiesett | kiesett  |
| Patrizia Lombardo Cosetta Campana Marisa Masullo Erica Rossi Giuseppina Cirulli | 4 × 400 m váltó | 3:32,55  | 1.       | 4.       |             |             |             |          |          |          | 3:30,82 | 6.       |

| Versenyző          | Versenyszám   | Selejtező | Selejtező | Döntő    | Döntő    |
| Versenyző          | Versenyszám   | Eredmény  | Helyezés  | Eredmény | Helyezés |
| ------------------ | ------------- | --------- | --------- | -------- | -------- |
| Sara Simeoni       | Magasugrás    | 190 cm    | 1.        | 200 cm   |          |
| Fausta Quintavalla | Gerelyhajítás | 57,66 m   | 15.       | kiesett  | kiesett  |

* - egy másik versenyzővel azonos eredményt ért el

** - két másik versenyzővel azonos eredményt ért el

## Birkózás
Kötöttfogású
| Versenyző           | Versenyszám | Vigaszágas kiesés | Vigaszágas kiesés | 5. helyért        | Bronz- mérkőzés   | Döntő                       | Helyezés    |
| Versenyző           | Versenyszám | Ellenfél Eredmény | Hely.             | Ellenfél Eredmény | Ellenfél Eredmény | Ellenfél Eredmény           | Helyezés    |
| ------------------- | ----------- | --- | ----------------- | ----------------- | ----------------- | --------------------------- | ----------- |
| Vincenzo Maenza     | 48 kg       | A csoport · Salih Bora (TUR) · 3–0 · Li Haj-seng (Li Haisheng) (CHN) · 13–0 · Kent Andersson (SWE) · 3–0 · Döntő · Kent Andersson (SWE) · 3–0 · Salih Bora (TUR) · 3–0 | 1.                |                   |                   | Markus Scherer (FRG) · 12–0 |             |
| Antonino Caltabiano | 57 kg       | A csoport · Benni Ljungbeck (SWE) · 1–3 · Ronny Sigde (NOR) · 8–2 · Etó Maszaki (JPN) · passzivitás                                                                    | 4.                | kiesett           | kiesett           | kiesett                     | helyezetlen |
| Ernesto Razzino     | 82 kg       | B csoport · az 1. fordulóban erőnyerő · Dimitrios Thanopoulos (GRE) · 4–6 · Jarmo Övermark (FIN) · 5–10                                                                | 6.                | kiesett           | kiesett           | kiesett                     | helyezetlen |
| Antonio La Penna    | +100 kg     | B csoport · Hassan El-Haddad (EGY) · 0–0 (bírói) · Victor Dolipschi (ROU) · kétvállas                                                                                  | 4.                | kiesett           | kiesett           | kiesett                     | 6.          |

Szabadfogású
| Versenyző        | Versenyszám | Vigaszágas kiesés | Vigaszágas kiesés | 5. helyért                   | Bronz- mérkőzés   | Döntő             | Helyezés |
| Versenyző        | Versenyszám | Ellenfél Eredmény | Hely.             | Ellenfél Eredmény            | Ellenfél Eredmény | Ellenfél Eredmény | Helyezés |
| ---------------- | ----------- | --- | ----------------- | ---------------------------- | ----------------- | ----------------- | -------- |
| Antonio La Bruna | 62 kg       | B csoport · Leonardo Camacho (BOL) · 12–0 · Daniel Navarrete (ARG) · 13–0 · Gérard Sartoro (FRA) · 5–0 · Randy Lewis (USA) · 3–15 · Döntő · Cris Brown (AUS) · 3–4 · Randy Lewis (USA) · 3–15 | 3.                | Martin Herbster (FRG) · 4–11 |                   |                   | 6.       |
| Luciano Ortelli  | 82 kg       | B csoport · Mohamed El-Ashram (EGY) · 7–2 · Chris Rinke (CAN) · 0–10 · Stefan Kurpas (GBR) · passzivitás · Mark Schultz (USA) · kétvállas                                                     | 4.                | kiesett                      | kiesett           | kiesett           | 8.       |
| Michele Azzola   | 90 kg       | B csoport · Óta Akira (JPN) · 1–7 · Jai Prakash (IND) · kétvállas · Noel Loban (GBR) · kétvállas                                                                                              | 4.                | kiesett                      | kiesett           | kiesett           | 8.       |

## Cselgáncs
| Versenyző        | Versenyszám  | Csoport | Selejtező                | 32-es főtábla                  | Nyolcaddöntő                   | Negyeddöntő                 | Elődöntő                                | Vigaszág nyolcaddöntő | Vigaszág negyeddöntő | Vigaszág elődöntő         | Bronz- mérkőzés              | Döntő                                  | Helyezés |
| Versenyző        | Versenyszám  | Csoport | Ellenfél Eredmény        | Ellenfél Eredmény              | Ellenfél Eredmény              | Ellenfél Eredmény           | Ellenfél Eredmény                       | Ellenfél Eredmény     | Ellenfél Eredmény    | Ellenfél Eredmény         | Ellenfél Eredmény            | Ellenfél Eredmény                      | Helyezés |
| ---------------- | ------------ | ------- | ------------------------ | ------------------------------ | ------------------------------ | --------------------------- | --------------------------------------- | --------------------- | -------------------- | ------------------------- | ---------------------------- | -------------------------------------- | -------- |
| Felice Mariani   | Légsúly      | B       |                          | erőnyerő                       | Abdel Hamid Slimani (MAR) · GY | Hoszokava Sindzsi (JPN) · V |                                         |                       |                      | Luiz Shinohara (BRA) · GY | Neil Eckersley (GBR) · V     |                                        | 5.       |
| Sandro Rosati    | Harmatsúly   | B       | Andrés Sancho (CRC) · GY | Francisco Rodríguez (ESP) · GY | Alpaslan Ayan (TUR) · GY       | Lucas Chanson (SUI) · GY    | Hvang Dzsongo (Hwang Jeong-O) (KOR) · V |                       |                      |                           | Pepi Reiter (AUT) · V        |                                        | 5.       |
| Ezio Gamba       | Könnyűsúly   | A       |                          | Serge Dyot (FRA) · GY          | Johannes Wohlwend (LIE) · GY   | Glenn Beauchamp (CAN) · GY  | Luiz Onmura (BRA) · GY                  |                       |                      |                           |                              | An Bjonggun (An Byeong-Geun) (KOR) · V |          |
| Massimo Marcelli | Váltósúly    | B       | Jorge Bonnet (PUR) · V   | kiesett                        | kiesett                        | kiesett                     | kiesett                                 |                       |                      |                           |                              |                                        | 34.      |
| Mario Vecchi     | Középsúly    | B       |                          | Alfonso García (ESP) · V       | kiesett                        | kiesett                     | kiesett                                 |                       |                      |                           |                              |                                        | 18.      |
| Juri Fazi        | Félnehézsúly | A       |                          | erőnyerő                       | Robert Köstenberger (AUT) · GY | Douglas Vieira (BRA) · V    |                                         |                       |                      | Abdul Daffé (SEN) · GY    | Bjarni Friðriksson (ISL) · V |                                        | 5.       |

## Evezés
Férfi
| Versenyző                                                                    | Versenyszám              | Előfutam | Előfutam | Vigaszág | Vigaszág | Elődöntő | Elődöntő | Döntő | Döntő   | Döntő | Helyezés |
| Versenyző                                                                    | Versenyszám              | Idő      | Hely.    | Idő      | Hely.    | Idő      | Hely.    | Típus | Idő     | Hely. | Helyezés |
| ---------------------------------------------------------------------------- | ------------------------ | -------- | -------- | -------- | -------- | -------- | -------- | ----- | ------- | ----- | -------- |
| Francesco Esposito Ruggero Verroca                                           | Kétpárevezős             | 6:43,52  | 2.       | 6:38,91  | 2.       |          |          | A     | 6:44,29 | 5.    | 5.       |
| Marco Romano Pasquale Aiese                                                  | Kormányos nélküli kettes | 7:03,06  | 1.       | erőnyerő | erőnyerő | 6:58,38  | 3.       | A     | 6:55,88 | 5.    | 5.       |
| Carmine Abbagnale Giuseppe Abbagnale Giuseppe Di Capua                       | Kormányos kettes         | 7:13,83  | 1.       | erőnyerő | erőnyerő |          |          | A     | 7:05,99 | 1.    |          |
| Piero Poli Renato Gaeta Antonio Dell'Aquila Stefano Lari                     | Négypárevezős            | 6:00,39  | 2.       | 6:09,28  | 2.       |          |          | A     | 6:00,94 | 4.    | 4.       |
| Giovanni Sergi Sergas Giovanni Suarez Gino Iseppi Giuseppe Carando Siro Meli | Kormányos négyes         | 6:23,04  | 1.       | erőnyerő | erőnyerő |          |          | A     | 6:26,44 | 4.    | 4.       |

Női
| Versenyző                                                                                          | Versenyszám             | Előfutam | Előfutam | Vigaszág | Vigaszág | Elődöntő | Elődöntő | Döntő   | Döntő   | Döntő   | Helyezés    |
| Versenyző                                                                                          | Versenyszám             | Idő      | Hely.    | Idő      | Hely.    | Idő      | Hely.    | Típus   | Idő     | Hely.   | Helyezés    |
| -------------------------------------------------------------------------------------------------- | ----------------------- | -------- | -------- | -------- | -------- | -------- | -------- | ------- | ------- | ------- | ----------- |
| Antonella Corazza                                                                                  | Egypárevezős            | 3:55,17  | 4.       | erőnyerő | erőnyerő | kiesett  | kiesett  | kiesett | kiesett | kiesett | helyezetlen |
| Raffaella Memo Alessandra Borio Donata Minorati Antonella Corazza Roberta Del Core Paola Grizzetti | Kormányos négypárevezős | 3:22,89  | 3.       | 3:19,26  | 4.       |          |          | A       | 3:21,48 | 6.      | 6.          |

## Íjászat
| Versenyző         | Versenyszám  | 1. forduló | 1. forduló | 2. forduló | 2. forduló | Összesítés | Összesítés |
| Versenyző         | Versenyszám  | Pont       | Hely.      | Pont       | Hely.      | Pont       | Helyezés   |
| ----------------- | ------------ | ---------- | ---------- | ---------- | ---------- | ---------- | ---------- |
| Giancarlo Ferrari | Férfi egyéni | 1227       | 26.        | 1228       | 25.        | 2455       | 25.        |
| Ilario Di Buò     | Férfi egyéni | 1190       | 41.        | 1247       | 13.        | 2437       | 29.        |
| Esther Robertson  | Női egyéni   | 1225       | 16.        | 1210       | 25.        | 2435       | 21.        |

## Kajak-kenu
Férfi
| Versenyző                                                         | Versenyszám         | Előfutam | Előfutam | Előfutam | Vigaszág      | Vigaszág      | Vigaszág      | Elődöntő | Elődöntő | Elődöntő | Döntő   | Döntő    |
| Versenyző                                                         | Versenyszám         | Idő      | Hely.    | Össz.    | Idő           | Hely.         | Össz.         | Idő      | Hely.    | Össz.    | Idő     | Helyezés |
| ----------------------------------------------------------------- | ------------------- | -------- | -------- | -------- | ------------- | ------------- | ------------- | -------- | -------- | -------- | ------- | -------- |
| Daniele Scarpa                                                    | Kajak egyes 500 m   | 1:52,52  | 3.       | 6.       | erőnyerő      | erőnyerő      | erőnyerő      | 1:49,10  | 3.       | 5.       | 1:49,60 | 6.       |
| Paolo Carraro                                                     | Kajak egyes 1000 m  | 4:00,21  | 4.       | 13.      | 3:57,25       | 2.            | 2.            | 4:03,84  | 4.       | 15.      | kiesett | kiesett  |
| Daniele Scarpa Francesco Uberti                                   | Kajak kettes 500 m  | 1:36,72  | 2.       | 2.       | erőnyerő      | erőnyerő      | erőnyerő      | 1:37,20  | 2.       | 7.       | 1:35,50 | 4.       |
| Daniele Scarpa Francesco Uberti                                   | Kajak kettes 1000 m | 3:28,82  | 3.       | 3.       | erőnyerő      | erőnyerő      | erőnyerő      | 3:28,25  | 1.       | 1.       | 3:27,46 | 6.       |
| Gennaro Cirillo Vincenzo Damiata Marco Ganna Francesco Mandragona | Kajak négyes 1000 m | 3:08,90  | 5.       | 8.       | nem ért célba | nem ért célba | nem ért célba | kiesett  | kiesett  | kiesett  | kiesett | kiesett  |

## Kerékpározás

### Országúti kerékpározás
Férfi
| Versenyző                                                       | Versenyszám     | Idő             | Helyezés      |
| --------------------------------------------------------------- | --------------- | --------------- | ------------- |
| Alberto Volpi                                                   | Mezőnyverseny   | 5:04:07 (+4:10) | 13.           |
| Stefano Colage                                                  | Mezőnyverseny   | nem ért célba   | nem ért célba |
| Roberto Pagnin                                                  | Mezőnyverseny   | nem ért célba   | nem ért célba |
| Renato Piccolo                                                  | Mezőnyverseny   | nem ért célba   | nem ért célba |
| Marcello Bartalini Marco Giovannetti Eros Poli Claudio Vandelli | Csapat időfutam | 1:58:28         |               |

Női
| Versenyző        | Versenyszám   | Idő              | Helyezés |
| ---------------- | ------------- | ---------------- | -------- |
| Maria Canins     | Mezőnyverseny | 2:11:14 (+0:00)  | 5.       |
| Luisa Seghezzi   | Mezőnyverseny | 2:13:28 (+2:14)  | 9.       |
| Roberta Bonanomi | Mezőnyverseny | 2:15:13 (+3:59)  | 23.      |
| Emanuela Menuzzo | Mezőnyverseny | 2:29:26 (+18:12) | 34.      |

### Pálya-kerékpározás
Sprintverseny
| Versenyző      | Versenyszám  | 1. forduló                                       | 1. forduló | Vigaszág               | Vigaszág | Döntő                  | Döntő | 2. forduló                         | 2. forduló | Vigaszág             | Vigaszág | Nyolcaddöntő                                                                    | Nyolcaddöntő | Vigaszág                                            | Vigaszág | Döntő                          | Döntő   | Negyeddöntő          | 5–8. helyért           | 5–8. helyért | Elődöntő             | Döntő                | Helyezés |
| Versenyző      | Versenyszám  | Ellenfelek Győztes idő                           | Hely       | Ellenfelek Győztes idő | Hely     | Ellenfelek Győztes idő | Hely  | Ellenfél Győztes idő               | Hely       | Ellenfél Győztes idő | Hely     | Ellenfelek Győztes idő                                                          | Hely         | Ellenfelek Győztes idő                              | Hely     | Ellenfél Győztes idő           | Hely    | Ellenfél Győztes idő | Ellenfelek Győztes idő | Hely         | Ellenfél Győztes idő | Ellenfél Győztes idő | Helyezés |
| -------------- | ------------ | ------------------------------------------------ | ---------- | ---------------------- | -------- | ---------------------- | ----- | ---------------------------------- | ---------- | -------------------- | -------- | ------------------------------------------------------------------------------- | ------------ | --------------------------------------------------- | -------- | ------------------------------ | ------- | -------------------- | ---------------------- | ------------ | -------------------- | -------------------- | -------- |
| Gabriele Sella | Férfi egyéni | Brian Lyn (ANT) · Murray Steele (NZL) · 11,54    | 1.         |                        |          |                        |       | Charles Pile (BAR) · 11,16         | 1.         |                      |          | Szakamoto Cutomu (JPN) · Franck Dépine (FRA) · 11,31                            | 2.           | Frank Orban (BEL) · Alex Ongaro (CAN) · 11,58       | 1.       | Gerhard Scheller (FRG) · 11,52 | 2.      | kiesett              | kiesett                | kiesett      | kiesett              | kiesett              | kiesett  |
| Vincenzo Ceci  | Férfi egyéni | Heinz Isler (SUI) · Rodolfo Guaves (PHI) · 12,01 | 1.         |                        |          |                        |       | José Antonio Urquijo (CHI) · 11,52 | 1.         |                      |          | Li Fu-hsziang (Lee Fu-Hsiang) (TPE) · Marcelo Alexandre (ARG) · eredmény nélkül | –            | Fredy Schmidtke (FRG) · Franck Dépine (FRA) · 11,45 | 3.       | kiesett                        | kiesett | kiesett              | kiesett                | kiesett      | kiesett              | kiesett              | kiesett  |

Időfutam
| Név             | Versenyszám  | Idő     | Helyezés |
| --------------- | ------------ | ------- | -------- |
| Stefano Baudino | Férfi egyéni | 1:07,70 | 9.       |

Üldözőversenyek
| Versenyző                                                          | Versenyszám  | Selejtező | Selejtező | Nyolcaddöntő                 | Nyolcaddöntő | Negyeddöntő                                                                            | Negyeddöntő | Elődöntő                                                                                  | Elődöntő  | Döntő                                                                                             | Döntő     | Helyezés |
| Versenyző                                                          | Versenyszám  | Idő       | Hely.     | Ellenfél Idő                 | Saját idő    | Ellenfél Idő                                                                           | Saját idő   | Ellenfél Idő                                                                              | Saját idő | Ellenfél Idő                                                                                      | Saját idő | Helyezés |
| ------------------------------------------------------------------ | ------------ | --------- | --------- | ---------------------------- | ------------ | -------------------------------------------------------------------------------------- | ----------- | ----------------------------------------------------------------------------------------- | --------- | ------------------------------------------------------------------------------------------------- | --------- | -------- |
| Roberto Calovi                                                     | Férfi egyéni | 4:49,89   | 7.        | Jelle Nijdam (NED) · 4:46,78 | 4:50,11      | kiesett                                                                                | kiesett     | kiesett                                                                                   | kiesett   | kiesett                                                                                           | kiesett   | 10.      |
| Maurizio Colombo                                                   | Férfi egyéni | 4:59,72   | 19.       | kiesett                      | kiesett      | kiesett                                                                                | kiesett     | kiesett                                                                                   | kiesett   | kiesett                                                                                           | kiesett   | kiesett  |
| Roberto Amadio Massimo Brunelli Maurizio Colombo Silvio Martinello | Férfi csapat | 4:28,47   | 1.        |                              |              | Svájc (SUI) · Daniel Huwyler · Hans Ledermann · Hansrüdi Märki · Jörg Müller · 4:30,47 | 4:25,07     | Ausztrália (AUS) · Michael Grenda · Kevin Nichols · Michael Turtur · Dean Woods · 4:23,56 | 4:25,12   | Bronzmérkőzés · NSZK (FRG) · Reinhard Alber · Rolf Gölz · Roland Günther · Michael Marx · 4:25,60 | 4:26,90   | 4.       |

Pontverseny
| Név               | Versenyszám | Selejtező | Selejtező  | Selejtező | Döntő | Döntő      | Döntő    |
| Név               | Versenyszám | Pont      | Körhátrány | Hely.     | Pont  | Körhátrány | Helyezés |
| ----------------- | ----------- | --------- | ---------- | --------- | ----- | ---------- | -------- |
| Stefano Allocchio | Férfi       | 12        | –1         | 12.       | 11    | –2         | 14.      |
| Silvio Martinello | Férfi       | 13        | –1         | 4.        | 8     | –2         | 16.      |

## Kosárlabda

### Férfi
| Olasz férfi kosárlabdacsapat-játékoskeret                                                                  | Olasz férfi kosárlabdacsapat-játékoskeret                                                                       |
| --- | --- |
| - Antonello Riva - Carlo Caglieris - Dino Meneghin - Enrico Gilardi - Marco Bonamico - Pierluigi Marzorati | - Renato Villalta - Renzo Vecchiato - Roberto Brunamonti - Roberto Premier - Romeo Sacchetti - Walter Magnifico |

#### Eredmények
Csoportkör
A csoport

### A csoport
| Csapat            | M | Gy | V | P+  | P–  | Pk   |
| ----------------- | - | -- | - | --- | --- | ---- |
| Jugoszlávia (YUG) | 5 | 5  | 0 | 457 | 366 | +91  |
| Olaszország (ITA) | 5 | 4  | 1 | 437 | 363 | +74  |
| Ausztrália (AUS)  | 5 | 3  | 2 | 383 | 403 | –20  |
| NSZK (FRG)        | 5 | 2  | 3 | 384 | 376 | +8   |
| Brazília (BRA)    | 5 | 1  | 4 | 401 | 423 | –22  |
| Egyiptom (EGY)    | 5 | 0  | 5 | 349 | 480 | –131 |

| 1984. július 29. 11:00 | Olaszország (ITA) | 110–62 | Egyiptom (EGY) |  |
| 1984. július 29. 11:00 | (56–31)           |        |                |  |

| 1984. július 30. 11:00 | Olaszország (ITA) | 80–72 | NSZK (FRG) |  |
| 1984. július 30. 11:00 | (33–39)           |       |            |  |

| 1984. augusztus 1. 20:00 | Olaszország (ITA) | 89–78 | Brazília (BRA) |  |
| 1984. augusztus 1. 20:00 | (43–44)           |       |                |  |

| 1984. augusztus 2. 22:00 | Olaszország (ITA) | 93–82 | Ausztrália (AUS) |  |
| 1984. augusztus 2. 22:00 | (48–48)           |       |                  |  |

| 1984. augusztus 4. 20:00 | Jugoszlávia (YUG) | 69–65 | Olaszország (ITA) |  |
| 1984. augusztus 4. 20:00 | (34–28)           |       |                   |  |

Az 5–8. helyért
| 1984. augusztus 8. 11:00 | Olaszország (ITA) | 98–71 | NSZK (FRG) |  |
| 1984. augusztus 8. 11:00 | (45–35)           |       |            |  |

Az 5. helyért
| 1984. augusztus 10. 12:00 | Olaszország (ITA) | 111–102 | Uruguay (URU) |  |
| 1984. augusztus 10. 12:00 | (55–43)           |         |               |  |

| Csapat            | Helyezés |
| ----------------- | -------- |
| Olaszország (ITA) | 5.       |

## Labdarúgás

### Férfi
| Olasz férfi labdarúgócsapat-játékoskeret                                                                                                  | Olasz férfi labdarúgócsapat-játékoskeret |
| --- | --- |
| - Aldo Serena - Antonio Sabato - Beniamino Vignola - Daniele Massaro - Filippo Galli - Franco Baresi - Franco Tancredi - Massimo Briaschi | - Maurizio Iorio - Pietro Fanna - Pietro Vierchowod - Riccardo Ferri - Roberto Tricella - Salvatore Bagni - Sebastiano Nela - Sergio Battistini - Walter Zenga |

#### Eredmények
Csoportkör
D csoport
| Csapat                 | M | Gy | D | V | Rg | Kg | Gk | P |
| ---------------------- | - | -- | - | - | -- | -- | -- | - |
| Olaszország (ITA)      | 3 | 2  | 0 | 1 | 2  | 1  | +1 | 4 |
| Egyiptom (EGY)         | 3 | 1  | 1 | 1 | 5  | 3  | +2 | 3 |
| Egyesült Államok (USA) | 3 | 1  | 1 | 1 | 4  | 2  | +2 | 3 |
| Costa Rica (CRC)       | 3 | 1  | 0 | 2 | 2  | 7  | –5 | 2 |

| 1984. július 29. 19:30 |

| Olaszország (ITA) | 1–0               | Egyiptom (EGY) |
| ----------------- | ----------------- | -------------- |
| Serena 63'        | (0–0) Jegyzőkönyv |                |

| Rose Bowl, Pasadena Nézőszám: 37 430 Játékvezető: Gastón Castro (chilei) |

| 1984. július 31. 19:00 |

| Olaszország (ITA) | 1–0               | Egyesült Államok (USA) |
| ----------------- | ----------------- | ---------------------- |
| Baresi 58'        | (0–0) Jegyzőkönyv |                        |

| Rose Bowl, Pasadena Nézőszám: 63 624 Játékvezető: Abdul Aziz Al-Salmi (kuvaiti) |

| 1984. augusztus 2. 19:00 |

| Costa Rica (CRC) | 1–0               | Olaszország (ITA) |
| ---------------- | ----------------- | ----------------- |
| Rivers 33'       | (1–0) Jegyzőkönyv |                   |

| Rose Bowl, Pasadena Nézőszám: 41 291 Játékvezető: Tesfaye Gebreyesus (etióp) |

Elődöntő
| 1984. augusztus 8. 20:30 |

| Olaszország (ITA) | 1–2 (h. u.)                 | Brazília (BRA)                |
| ----------------- | --------------------------- | ----------------------------- |
| Fanna 62'         | (0–0, 1–1, 1–2) Jegyzőkönyv | Gilmar Popoca 53' Ronaldo 95' |

| Stanford Stadium, Palo Alto Nézőszám: 83 642 Játékvezető: David Socha (amerikai) |

Bronzmérkőzés
| 1984. augusztus 10. 19:00 |

| Jugoszlávia (YUG)      | 2–1               | Olaszország (ITA)      |
| ---------------------- | ----------------- | ---------------------- |
| Baljić 59' Deverić 81' | (0–1) Jegyzőkönyv | Vignola 27' (11-esből) |

| Rose Bowl, Pasadena Nézőszám: 100 374 Játékvezető: Brian McGinlay (skót) |

| Csapat            | Helyezés |
| ----------------- | -------- |
| Olaszország (ITA) | 4.       |

## Lovaglás
Díjugratás
| Versenyző                                                        | Ló                                            | Versenyszám | 1. forduló | 1. forduló | 2. forduló | 2. forduló | Összesen | Összesen |
| Versenyző                                                        | Ló                                            | Versenyszám | Pont       | Hely.      | Pont       | Hely.      | Pont     | Helyezés |
| ---------------------------------------------------------------- | --------------------------------------------- | ----------- | ---------- | ---------- | ---------- | ---------- | -------- | -------- |
| Giorgio Nuti                                                     | Impedoumi                                     | Egyéni      | 12,00      | 15.        | 12,00      | 21.        | 24,00    | 20.      |
| Bruno Scolari                                                    | Joyau d'Or                                    | Egyéni      | 16,00      | 25.        | 12,00      | 21.        | 28,00    | 22.      |
| Graziano Mancinelli                                              | Ideal de la Haye                              | Egyéni      | 24,50      | 36.        | kiesett    | kiesett    | kiesett  | kiesett  |
| Giorgio Nuti Graziano Mancinelli Bruno Scolari Filippo Moyersoen | Impedoumi Ideal de la Haye Joyau d'Or Adam II | Csapat      | 59,25      | 11.        | 16,00      | 3.         | 75,25    | 8.       |

Lovastusa
| Versenyző                                                         | Ló            | Versenyszám | Díjlovaglás | Díjlovaglás | Tereplovaglás | Tereplovaglás | Díjugratás | Díjugratás | Végeredmény | Végeredmény |
| Versenyző                                                         | Ló            | Versenyszám | Bünt.       | Hely.       | Bünt.         | Hely.         | Bünt.      | Hely.      | Bünt.       | Helyezés    |
| ----------------------------------------------------------------- | ------------- | ----------- | ----------- | ----------- | ------------- | ------------- | ---------- | ---------- | ----------- | ----------- |
| Marina Sciocchetti                                                | Master Hunt   | Egyéni      | 67,00       | 30.         | 0,00          | 1.            | 0,00       | 1.         | 67,00       | 7.          |
| Mauro Checcoli                                                    | Spey Cast Boy | Egyéni      | 60,40       | 15.         | 1,60          | 6.            | 5,00       | 23.        | 67,00       | 8.          |
| Bartolo Ambrosione                                                | Brick         | Egyéni      | 59,80       | 14.         | 86,40         | 33.           | 0,50       | 20.        | 146,70      | 30.         |
| Geremia Toia                                                      | Semi Valley   | Egyéni      | 77,20       | 41.         | kizárták      | kizárták      | kiesett    | kiesett    | kiesett     | kiesett     |
| Marina Sciocchetti Mauro Checcoli Bartolo Ambrosione Geremia Toia | lásd fentebb  | Csapat      | 187,20      | 7.          | 88,00         | 7.            | 5,50       | 5.         | 280,70      | 7.          |

## Műugrás
Férfi
| Versenyző        | Versenyszám        | Selejtező | Selejtező | Döntő   | Döntő    |
| Versenyző        | Versenyszám        | Pont      | Helyezés  | Pont    | Helyezés |
| ---------------- | ------------------ | --------- | --------- | ------- | -------- |
| Piero Italiani   | Egyéni műugrás     | 573,69    | 6.        | 578,94  | 6.       |
| Domenico Rinaldi | Egyéni toronyugrás | 460,80    | 18.       | kiesett | kiesett  |

## Ökölvívás
RSC – a mérkőzésvezető megállította a mérkőzést
| Versenyző         | Versenyszám     | Selejtező         | 32-es főtábla              | Nyolcaddöntő                    | Negyeddöntő                   | Elődöntő                  | Döntő                                      | Helyezés |
| Versenyző         | Versenyszám     | Ellenfél Eredmény | Ellenfél Eredmény          | Ellenfél Eredmény               | Ellenfél Eredmény             | Ellenfél Eredmény         | Ellenfél Eredmény                          | Helyezés |
| ----------------- | --------------- | ----------------- | -------------------------- | ------------------------------- | ----------------------------- | ------------------------- | ------------------------------------------ | -------- |
| Salvatore Todisco | Papírsúly       |                   | erőnyerő                   | Gerry Hawkins (IRL) · 4:1       | Rafael Ramos (PUR) · 5:0      | Keith Mwila (ZAM) · 5:0   | Paul Gonzales, Jr. (USA) · mérkőzés nélkül |          |
| Maurizio Stecca   | Harmatsúly      | erőnyerő          | Phil Sutcliffe (IRL) · 5:0 | Star Zulu (ZAM) · 5:0           | Robinson Pitalúa (COL) · 5:0  | Pedro Nolasco (DOM) · 5:0 | Héctor López (MEX) · 4:1                   |          |
| Luciano Bruno     | Váltósúly       | erőnyerő          | Georges Boco (BEN) · 5:0   | Peter Okumu (UGA) · 4:1         | Alexander Künzler (FRG) · 5:0 | Mark Breland (USA) · 0:5  | kiesett                                    |          |
| Romolo Casamonica | Nagyváltósúly   | erőnyerő          | Sam Storey (IRL) · KO      | Frank Tate (USA) · 0:5          | kiesett                       | kiesett                   | kiesett                                    | 9.       |
| Noè Cruciani      | Középsúly       |                   | Paul Kamela (CMR) · 5:0    | Pedro van Raamsdonk (NED) · 0:5 | kiesett                       | kiesett                   | kiesett                                    | 9.       |
| Angelo Musone     | Nehézsúly       |                   | James Omondi (KEN) · 5:0   | erőnyerő                        | Håkan Brock (SWE) · 5:0       | Henry Tillman (USA) · 0:5 | kiesett                                    | 17.      |
| Francesco Damiani | Szupernehézsúly |                   |                            | erőnyerő                        | Willie Isangura (TAN) · RSC   | Bobby Wells (GBR) · RSC   | Tyrell Biggs (USA) · 1:4                   |          |

## Öttusa
| Versenyző                                          | Versenyszám | Lovaglás | Lovaglás | Lovaglás | Vívás    | Vívás | Vívás | Úszás    | Úszás | Úszás | Lövészet | Lövészet | Lövészet | Futás    | Futás | Futás | Összesen    | Összesen |
| Versenyző                                          | Versenyszám | Idő      | Pont     | Hely.    | Pontszám | Pont  | Hely. | Idő      | Pont  | Hely. | Eredmény | Pont     | Hely.    | Idő      | Pont  | Hely. | Összes pont | Helyezés |
| -------------------------------------------------- | ----------- | -------- | -------- | -------- | -------- | ----- | ----- | -------- | ----- | ----- | -------- | -------- | -------- | -------- | ----- | ----- | ----------- | -------- |
| Daniele Masala                                     | Egyéni      | 1:33,63  | 1100     | 1.       | 34–17    | 956   | 4.    | 3:16,937 | 1300  | 8.    | 193      | 978      | 10.      | 13:30,04 | 1135  | 20.   | 5469        |          |
| Carlo Massullo                                     | Egyéni      | 1:34,55  | 1100     | 2.       | 25–26    | 758   | 27.   | 3:26,843 | 1220  | 20.   | 197      | 1066     | 2.       | 12:47,65 | 1262  | 2.    | 5406        |          |
| Pierpaolo Cristofori                               | Egyéni      | 1:32,43  | 1040     | 19.      | 29–22    | 846   | 15.   | 3:29,746 | 1196  | 24.   | 188      | 868      | 33.      | 12:56,59 | 1235  | 4.    | 5185        | 11.      |
| Daniele Masala Carlo Massullo Pierpaolo Cristofori | Csapat      |          | 3240     | 1.       |          | 2560  | 4.    |          | 3716  | 4.    |          | 2912     | 4.       |          | 3632  | 1.    | 16 060      |          |

## Röplabda

### Férfi
| Olasz férfi röplabdacsapat-játékoskeret                                                                            | Olasz férfi röplabdacsapat-játékoskeret                                                                      |
| --- | --- |
| - Marco Negri - Pier Paolo Lucchetta - Giancarlo Dametto - Franco Bertoli - Francesco Dall'Olio - Piero Rebaudengo | - Giovanni Errichiello - Guido De Luigi - Fabio Vullo - Giovanni Lanfranco - Paolo Vecchi - Andrea Lucchetta |

#### Eredmények
Csoportkör
B csoport
|                   |      | Mérkőzések | Mérkőzések | Szettek | Szettek | Szettek | Pontok | Pontok | Pontok |
| Csapat            | Pont | Gy         | V          | Sz+     | Sz–     | SzA     | P+     | P–     | PA     |
| ----------------- | ---- | ---------- | ---------- | ------- | ------- | ------- | ------ | ------ | ------ |
| Kanada (CAN)      | 7    | 3          | 1          | 10      | 3       | 3,333   | 167    | 122    | 1,369  |
| Olaszország (ITA) | 7    | 3          | 1          | 11      | 4       | 2,750   | 210    | 143    | 1,469  |
| Japán (JPN)       | 7    | 3          | 1          | 9       | 5       | 1,800   | 179    | 162    | 1,105  |
| Kína (CHN)        | 5    | 1          | 3          | 3       | 9       | 0,333   | 124    | 160    | 0,775  |
| Egyiptom (EGY)    | 4    | 0          | 4          | 0       | 12      | 0,000   | 90     | 183    | 0,492  |

| 1984. július 29. 18:30 | Kanada (CAN)              | 1–3 | Olaszország (ITA) |  |
| 1984. július 29. 18:30 | (15–10, 4–15, 6–15, 7–15) |     |                   |  |

| 1984. július 31. 18:30 | Olaszország (ITA)    | 3–0 | Kína (CHN) |  |
| 1984. július 31. 18:30 | (15–5, 16–14, 15–13) |     |            |  |

| 1984. augusztus 2. 18:30 | Olaszország (ITA)                  | 2–3 | Japán (JPN) |  |
| 1984. augusztus 2. 18:30 | (15–5, 15–11, 10–15, 10–15, 14–16) |     |             |  |

| 1984. augusztus 6. 18:30 | Egyiptom (EGY)     | 0–3 | Olaszország (ITA) |  |
| 1984. augusztus 6. 18:30 | (4–15, 7–15, 6–15) |     |                   |  |

Elődöntő
| 1984. augusztus 8. 18:30 | Olaszország (ITA)         | 1–3 | Brazília (BRA) |  |
| 1984. augusztus 8. 18:30 | (15–12, 2–15, 3–15, 5–15) |     |                |  |

Bronzmérkőzés
| 1984. augusztus 10. 12:00 | Kanada (CAN)         | 0–3 | Olaszország (ITA) |  |
| 1984. augusztus 10. 12:00 | (11–15, 12–15, 8–15) |     |                   |  |

| Csapat            | Helyezés |
| ----------------- | -------- |
| Olaszország (ITA) |          |

## Sportlövészet
Férfi
| Versenyző        | Versenyszám          | Pont | Helyezés |
| ---------------- | -------------------- | ---- | -------- |
| Roberto Vannozzi | Gyorstüzelő pisztoly | 589  | 11.      |
| Aldo Andreotti   | Gyorstüzelő pisztoly | 588  | 13.      |
| Vincenzo Tondo   | Szabadpisztoly       | 560  | 5.       |
| Elio Gnagnarelli | Sportpuska, fekvő    | 593  | 10.      |
| Ezio Cini        | Futócéllövészet      | 576  | 8.       |
| Giovanni Mezzani | Futócéllövészet      | 570  | 14.      |

Nyílt
| Versenyző           | Versenyszám | Pont     | Helyezés |
| ------------------- | ----------- | -------- | -------- |
| Luciano Giovannetti | Trap        | 192 (24) |          |
| Daniele Cioni       | Trap        | 178      | 31.      |
| Luca Scribani Rossi | Skeet       | 196      |          |
| Celso Giardini      | Skeet       | 188      | 29.      |

Női
| Versenyző      | Versenyszám   | Pont | Helyezés |
| -------------- | ------------- | ---- | -------- |
| Loredana Zugna | Sportpisztoly | 571  | 18.      |
| Edith Gufler   | Légpuska      | 391  |          |

## Súlyemelés
| Versenyző            | Versenyszám | Szakítás | Szakítás | Lökés      | Lökés      | Összesen | Helyezés |
| Versenyző            | Versenyszám | Eredmény | Helyezés | Eredmény   | Helyezés   | Összesen | Helyezés |
| -------------------- | ----------- | -------- | -------- | ---------- | ---------- | -------- | -------- |
| Pietro Pujia         | 67,5 kg     | 127,5    | 10.      | 162,5      | 8.         | 290,0    | 10.      |
| Giuseppe Lagrotteria | 82,5 kg     | 150,0    | 2.       | nem indult | nem indult | kiesett  | kiesett  |
| Norberto Oberburger  | 110 kg      | 175,0    | 1.       | 215,0      | 1.         | 390,0    |          |

## Szinkronúszás
| Versenyző         | Versenyszám | Selejtező           | Selejtező           | Selejtező       | Selejtező  | Selejtező  | Döntő           | Döntő      | Döntő      |
| Versenyző         | Versenyszám | Technikai gyakorlat | Technikai gyakorlat | Zenés gyakorlat | Összesítés | Összesítés | Zenés gyakorlat | Összesítés | Összesítés |
| Versenyző         | Versenyszám | Pont                | Hely.               | Pont            | Pont       | Hely.      | Pont            | Pont       | Helyezés   |
| ----------------- | ----------- | ------------------- | ------------------- | --------------- | ---------- | ---------- | --------------- | ---------- | ---------- |
| Antonella Terenzi | Egyéni      | 78,833              | 38.                 | 86,20           | 165,033    | 14.        | kiesett         | kiesett    | kiesett    |

## Torna
Férfi
| Versenyző        | Versenyszám      | Selejtező | Selejtező | Döntő    | Döntő    |
| Versenyző        | Versenyszám      | Pontszám  | Helyezés  | Pontszám | Helyezés |
| ---------------- | ---------------- | --------- | --------- | -------- | -------- |
| Vittorio Allievi | Talaj            | 18,85     | 53.       | kiesett  | kiesett  |
| Vittorio Allievi | Ugrás            | 19,50     | 32.       | kiesett  | kiesett  |
| Vittorio Allievi | Korlát           | 18,45     | 58.       | kiesett  | kiesett  |
| Vittorio Allievi | Nyújtó           | 18,90     | 61.       | kiesett  | kiesett  |
| Vittorio Allievi | Gyűrű            | 19,10     | 46.       | kiesett  | kiesett  |
| Vittorio Allievi | Lólengés         | 19,15     | 24.       | kiesett  | kiesett  |
| Vittorio Allievi | Egyéni összetett | 113,95    | 52.       | 114,825  | 26.      |
| Rocco Amboni     | Talaj            | 19,10     | 36.       | kiesett  | kiesett  |
| Rocco Amboni     | Ugrás            | 19,45     | 40.       | kiesett  | kiesett  |
| Rocco Amboni     | Korlát           | 17,70     | 69.       | kiesett  | kiesett  |
| Rocco Amboni     | Nyújtó           | 19,05     | 58.       | kiesett  | kiesett  |
| Rocco Amboni     | Gyűrű            | 19,40     | 25.       | kiesett  | kiesett  |
| Rocco Amboni     | Lólengés         | 18,70     | 51.       | kiesett  | kiesett  |
| Rocco Amboni     | Egyéni összetett | 113,40    | 58.       | 114,350  | 30.      |
| Diego Lazzarich  | Talaj            | 19,10     | 36.       | kiesett  | kiesett  |
| Diego Lazzarich  | Ugrás            | 19,40     | 47.       | kiesett  | kiesett  |
| Diego Lazzarich  | Korlát           | 18,05     | 65.       | kiesett  | kiesett  |
| Diego Lazzarich  | Nyújtó           | 19,45     | 30.       | kiesett  | kiesett  |
| Diego Lazzarich  | Gyűrű            | 19,40     | 25.       | kiesett  | kiesett  |
| Diego Lazzarich  | Lólengés         | 18,40     | 62.       | kiesett  | kiesett  |
| Diego Lazzarich  | Egyéni összetett | 113,80    | 55.       | 113,800  | 32.      |

Női
| Versenyző       | Versenyszám      | Selejtező | Selejtező | Döntő    | Döntő    |
| Versenyző       | Versenyszám      | Pontszám  | Helyezés  | Pontszám | Helyezés |
| --------------- | ---------------- | --------- | --------- | -------- | -------- |
| Laura Bortolaso | Talaj            | 18,55     | 51.       | kiesett  | kiesett  |
| Laura Bortolaso | Ugrás            | 18,95     | 40.       | kiesett  | kiesett  |
| Laura Bortolaso | Felemás korlát   | 18,85     | 21.       | kiesett  | kiesett  |
| Laura Bortolaso | Gerenda          | 18,40     | 38.       | kiesett  | kiesett  |
| Laura Bortolaso | Egyéni összetett | 74,75     | 36.       | 75,675   | 20.      |

### Ritmikus gimnasztika
| Versenyző        | Versenyszám | Selejtező | Selejtező | Döntő  | Döntő    |
| Versenyző        | Versenyszám | Pont      | Hely.     | Pont   | Helyezés |
| ---------------- | ----------- | --------- | --------- | ------ | -------- |
| Giulia Staccioli | Egyéni      | 37,75     | 6.        | 56,775 | 7.       |
| Cristina Cimino  | Egyéni      | 36,35     | 15.       | 55,575 | 15.      |

## Úszás
Férfi
| Versenyző                                                                             | Versenyszám            | Előfutam | Előfutam | Előfutam | Döntő   | Döntő    | Döntő    | Helyezés |
| Versenyző                                                                             | Versenyszám            | Idő      | Hely.    | Össz.    | Típus   | Idő      | Hely.    | Helyezés |
| ------------------------------------------------------------------------------------- | ---------------------- | -------- | -------- | -------- | ------- | -------- | -------- | -------- |
| Fabrizio Rampazzo                                                                     | 100 m pillangó         | 55,70    | 2.       | 15.*     | kiesett | kiesett  | kiesett  | kiesett  |
| Fabrizio Rampazzo                                                                     | 100 m gyors            | 51,71    | 3.       | 17.      | B       | 51,56    | 4.       | 12.      |
| Marco Colombo                                                                         | 100 m gyors            | 52,34    | 4.       | 26.      | kiesett | kiesett  | kiesett  | kiesett  |
| Paolo Revelli                                                                         | 200 m pillangó         | 2:00,38  | 3.       | 9.       | B       | 2:01,58  | 6.       | 14.      |
| Paolo Revelli                                                                         | 200 m gyors            | 1:53,46  | 4.       | 22.      | kiesett | kiesett  | kiesett  | kiesett  |
| Marco Dell'Uomo                                                                       | 200 m gyors            | 1:51,67  | 2.       | 8.       | A       | 1:52,20  | 7.       | 7.       |
| Marco Dell'Uomo                                                                       | 400 m gyors            | 3:55,00  | 2.       | 6.       | A       | 3:55,44  | 7.       | 7.       |
| Stefano Grandi                                                                        | 400 m gyors            | 3:56,23  | 3.       | 14.      | B       | 3:57,17  | 4.       | 12.      |
| Stefano Grandi                                                                        | 1500 m gyors           | 15:22,49 | 2.       | 3.       | A       | 15:28,58 | 6.       | 6.       |
| Paolo Falchini                                                                        | 100 m hát              | 58,65    | 4.       | 18.      | kiesett | kiesett  | kiesett  | kiesett  |
| Paolo Falchini                                                                        | 200 m hát              | 2:04,59  | 3.       | 10.      | B       | 2:04,64  | 1.       | 9.       |
| Fabrizio Bortolon                                                                     | 200 m hát              | 2:06,46  | 4.       | 17.      | B       | 2:05,86  | 7.       | 15.      |
| Fabrizio Bortolon                                                                     | 100 m hát              | 59,27    | 4.       | 24.      | kiesett | kiesett  | kiesett  | kiesett  |
| Gianni Minervini                                                                      | 100 m mell             | 1:04,37  | 2.       | 9.       | B       | 1:03,99  | 1.       | 9.       |
| Raffaele Avagnano                                                                     | 100 m mell             | 1:04,09  | 2.       | 8.       | A       | 1:04,11  | 8.       | 8.       |
| Raffaele Avagnano                                                                     | 200 m mell             | 2:22,90  | 4.       | 17.      | kiesett | kiesett  | kiesett  | kiesett  |
| Marco Del Prete                                                                       | 200 m mell             | 2:18,90  | 1.       | 3.       | A       | kizárták | kizárták | 8.       |
| Giovanni Franceschi                                                                   | 200 m vegyes           | 2:06,76  | 2.       | 10.      | B       | 2:06,10  | 3.       | 11.      |
| Giovanni Franceschi                                                                   | 400 m vegyes           | 4:23,03  | 1.       | 3.       | A       | 4:26,05  | 8.       | 8.       |
| Maurizio Divano                                                                       | 400 m vegyes           | 4:23,61  | 2.       | 5.       | A       | 4:22,76  | 5.       | 5.       |
| Maurizio Divano                                                                       | 200 m vegyes           | 2:07,19  | 3.       | 12.      | B       | 2:06,72  | 4.       | 12.      |
| Marcello Guarducci Marco Colombo Metello Savino Fabrizio Rampazzo Raffaele Franceschi | 4 × 100 m gyorsváltó   | 3:25,37  | 4.       | 7.       | A       | 3:24,97  | 8.       | 8.       |
| Marco Colombo Marcello Guarducci Fabrizio Rampazzo Marco Dell'Uomo                    | 4 × 200 m gyorsváltó   | kizárták | kizárták | kizárták | kiesett | kiesett  | kiesett  | kiesett  |
| Paolo Falchini Gianni Minervini Fabrizio Rampazzo Marcello Guarducci                  | 4 × 100 m vegyes váltó | kizárták | kizárták | kizárták | kiesett | kiesett  | kiesett  | kiesett  |

Női
| Versenyző                                                          | Versenyszám            | Előfutam | Előfutam | Előfutam | Döntő   | Döntő   | Döntő   | Helyezés |
| Versenyző                                                          | Versenyszám            | Idő      | Hely.    | Össz.    | Típus   | Idő     | Hely.   | Helyezés |
| ------------------------------------------------------------------ | ---------------------- | -------- | -------- | -------- | ------- | ------- | ------- | -------- |
| Grazia Colombo                                                     | 100 m gyors            | 59,43    | 4.       | 44.      | kiesett | kiesett | kiesett | kiesett  |
| Silvia Persi                                                       | 100 m gyors            | 57,62    | 2.       | 32.      | B       | 57,24   | 2.      | 10.      |
| Silvia Persi                                                       | 200 m gyors            | 2:03,98  | 2.       | 12.      | B       | 2:03,17 | 1.      | 9.       |
| Carla Lasi                                                         | 200 m gyors            | 2:05,86  | 4.       | 17.      | kiesett | kiesett | kiesett | kiesett  |
| Carla Lasi                                                         | 400 m gyors            | 4:18,90  | 2.       | 11.      | B       | 4:18,57 | 4.      | 12.      |
| Carla Lasi                                                         | 800 m gyors            | 8:41,84  | 2.       | 4.       | A       | 8:42,45 | 5.      | 5.       |
| Monica Olmi                                                        | 800 m gyors            | 8:45,83  | 3.       | 7.       | A       | 8:47,32 | 7.      | 7.       |
| Monica Olmi                                                        | 400 m gyors            | 4:18,70  | 1.       | 10.      | B       | 4:19,22 | 5.      | 13.      |
| Monica Olmi                                                        | 200 m pillangó         | 2:18,72  | 5.       | 17.      | B       | 2:16,47 | 5.      | 13.      |
| Roberta Lanzarotti                                                 | 200 m pillangó         | 2:14,53  | 3.       | 11.      | B       | 2:14,54 | 2.      | 10.      |
| Roberta Lanzarotti                                                 | 100 m pillangó         | 1:03,88  | 5.       | 19.      | kiesett | kiesett | kiesett | kiesett  |
| Cristina Quintarelli                                               | 100 m pillangó         | 1:05,35  | 5.       | 24.      | kiesett | kiesett | kiesett | kiesett  |
| Manuela Carosi                                                     | 100 m hát              | 1:04,77  | 4.       | 10.      | B       | 1:04,52 | 2.*     | 10.*     |
| Manuela Carosi                                                     | 200 m hát              | 2:25,45  | 4.       | 23.      | kiesett | kiesett | kiesett | kiesett  |
| Carlotta Tagnin                                                    | 100 m mell             | 1:12,70  | 6.       | 16.      | B       | 1:12,77 | 6.      | 14.      |
| Manuela Dalla Valle                                                | 100 m mell             | kizárták | kizárták | kizárták | kiesett | kiesett | kiesett | kiesett  |
| Manuela Dalla Valle                                                | 200 m vegyes           | 2:20,50  | 3.       | 7.       | A       | 2:19,69 | 6.      | 6.       |
| Manuela Dalla Valle                                                | 200 m mell             | 2:35,75  | 4.       | 9.       | B       | 2:36,23 | 1.      | 9.       |
| Laura Belotti                                                      | 200 m mell             | 2:35,99  | 4.       | 10.      | B       | 2:36,49 | 3.      | 11.      |
| Roberta Felotti                                                    | 400 m vegyes           | 4:54,14  | 3.       | 9.       | B       | 4:57,74 | 4.      | 12.      |
| Monica Olmi Silvia Persi Grazia Colombo Manuela Dalla Valle        | 4 × 100 m gyorsváltó   | 3:52,89  | 5.       | 9.       | kiesett | kiesett | kiesett | kiesett  |
| Manuela Carosi Manuela Dalla Valle Roberta Lanzarotti Silvia Persi | 4 × 100 m vegyes váltó | 4:17,90  | 3.       | 7.       | A       | 4:17,40 | 5.      | 5.       |

## Vitorlázás
Férfi
| Versenyző   | Versenyszám     | Futam | Futam | Futam | Futam | Futam | Futam | Futam  | Pontszám | Helyezés |
| Versenyző   | Versenyszám     | 1     | 2     | 3     | 4     | 5     | 6     | 7      | Pontszám | Helyezés |
| ----------- | --------------- | ----- | ----- | ----- | ----- | ----- | ----- | ------ | -------- | -------- |
| Klaus Maran | Szörfvitorlázás | 11,7  | 10,0  | 13,0  | 11,7  | 0,0   | 8,0   | (15,0) | 54,4     | 5.       |

Nyílt
| Versenyző                                            | Versenyszám     | Futam | Futam  | Futam  | Futam  | Futam  | Futam | Futam  | Pontszám | Helyezés |
| Versenyző                                            | Versenyszám     | 1     | 2      | 3      | 4      | 5      | 6     | 7      | Pontszám | Helyezés |
| ---------------------------------------------------- | --------------- | ----- | ------ | ------ | ------ | ------ | ----- | ------ | -------- | -------- |
| Paolo Semeraro                                       | Finn dingi      | 5,7   | (32,0) | 21,0   | 16,0   | 26,0   | 19,0  | 19,0   | 106,7    | 15.      |
| Enrico Chieffi Tommaso Chieffi                       | 470-es osztály  | 10,0  | 10,0   | 8,0    | 0,0    | (35,0) | 14,0  | 15,0   | 57,0     | 5.       |
| Alfio Peraboni Giorgio Gorla                         | Csillaghajó     | 5,7   | 11,7   | 5,7    | (13,0) | 5,7    | 3,0   | 11,7   | 43,5     |          |
| Aurelio Dalla Vecchia Gianluca Lamaro Valerio Romano | Soling          | 11,7  | 3,0    | 16,0   | 13,0   | 15,0   | 15,0  | (18,0) | 73,7     | 9.       |
| Claudio Celon Mario Celon                            | Repülő hollandi | 16,0  | 14,0   | (21,0) | 15,0   | 10,0   | 18,0  | 5,7    | 78,7     | 7.       |

## Vívás
Férfi
| Versenyző                                                                               | Versenyszám       | Selejtező | Selejtező | Selejtező | Selejtező | Selejtező | Selejtező | Főtábla                                  | Főtábla                           | Vigaszág                     | Vigaszág                     | Negyeddöntő                      | Elődöntő                          | Döntő                                            | Helyezés |
| Versenyző                                                                               | Versenyszám       | 1. kör | 1. kör    | 2. kör | 2. kör    | 3. kör | 3. kör    | 1. kör                                   | 2. kör                            | 1. kör                       | 2. kör                       | Negyeddöntő                      | Elődöntő                          | Döntő                                            | Helyezés |
| Versenyző                                                                               | Versenyszám       | Ellenfél Eredmény | Hely.     | Ellenfél Eredmény | Hely.     | Ellenfél Eredmény | Hely.     | Ellenfél Eredmény                        | Ellenfél Eredmény                 | Ellenfél Eredmény            | Ellenfél Eredmény            | Ellenfél Eredmény                | Ellenfél Eredmény                 | Ellenfél Eredmény                                | Helyezés |
| --------------------------------------------------------------------------------------- | ----------------- | --- | --------- | --- | --------- | --- | --------- | ---------------------------------------- | --------------------------------- | ---------------------------- | ---------------------------- | -------------------------------- | --------------------------------- | ------------------------------------------------ | -------- |
| Mauro Numa                                                                              | Tőr, egyéni       | 4. csoport · Ayman Jumean (JOR) · 5–0 · Dany Haddad (LIB) · 5–1 · Simokava Tadasi (JPN) · 5–3 · Sergio Luchetti (ARG) · 5–0 · Pascal Jolyot (FRA) · 5–3                  | 1.        | 2. csoport · Stefan Joos (BEL) · 4–5 · Henri Darricau (LIB) · 5–1 · Harald Hein (FRG) · 5–4 · José Rafael Magallanes (VEN) · 5–1                                                 | 1.        | 1. csoport · Itzhak Hatuel (ISR) · 3–5 · Bill Gosbee (GBR) · 5–1 · Azuma Nobujuki (JPN) · 5–1 · Philippe Omnès (FRA) · 5–4 · Mauro Numa (ITA) · 5–3                             | 3.        | Itzhak Hatuel (ISR) · 10–2               | Matthias Gey (FRG) · 10–6         |                              |                              | Philippe Omnès (FRA) · 10–8      | Stefano Cerioni (ITA) · 11–9      | Matthias Behr (FRG) · 12–11                      |          |
| Stefano Cerioni                                                                         | Tőr, egyéni       | 2. csoport · Julito Francis (ISV) · 5–0 · Haluk Yamaç (TUR) · 5–0 · Shlomo Eyal (ISR) · 2–5 · Umezava Kenicsi (JPN) · 3–5                                                | 3.        | 3. csoport · Jü Ji-feng (Yu Yifeng) (CHN) · 1–5 · Bilal Rifaat (EGY) · 5–3 · Itzhak Hatuel (ISR) · 5–3 · Philippe Omnès (FRA) · 2–5                                              | 3.        | 1. csoport · Bill Gosbee (GBR) · 5–2 · Azuma Nobujuki (JPN) · 5–2 · Itzhak Hatuel (ISR) · 5–3 · Mauro Numa (ITA) · 5–3 · Philippe Omnès (FRA) · 4–5                             | 2.        | Umezava Kenicsi (JPN) · 10–5             | Philippe Omnès (FRA) · 10–6       |                              |                              | Matthias Gey (FRG) · 11–9        | Stefano Cerioni (ITA) · 11–9      | Bronzmérkőzés · Frédéric Pietruszka (FRA) · 10–5 |          |
| Andrea Borella                                                                          | Tőr, egyéni       | 1. csoport · Majed Abdul Rahim Habib Ullah (KSA) · 5–2 · Robert Blaschka (AUT) · 5–2 · Henri Darricau (LIB) · 5–1 · Stefan Joos (BEL) · 5–3                              | 1.        | 4. csoport · Edgardo Díaz (PUR) · 5–3 · Pascal Jolyot (FRA) · 5–2 · Shlomo Eyal (ISR) · 5–3 · Csu Si-seng (Chu Shisheng) (CHN) · 5–0                                             | 1.        | 2. csoport · José Rafael Magallanes (VEN) · 5–3 · Shlomo Eyal (ISR) · 5–0 · Liu Jün-hung (Liu Yunhong) (CHN) · 5–3 · Thierry Soumagne (BEL) · 5–2 · Robert Blaschka (AUT) · 5–3 | 1.        | Abdel Monem El-Husseini (EGY) · 10–9     | Frédéric Pietruszka (FRA) · 9–10  |                              | Peter Lewison (USA) · 10–4   | Frédéric Pietruszka (FRA) · 6–10 | kiesett                           | kiesett                                          | 5.       |
| Stefano Bellone                                                                         | Párbajtőr, egyéni | 11. csoport · Denis Cunningham (HKG) · 3–5 · Osama Al-Khurafi (KUW) · 5–2 · Hannes Lembacher (AUT) · 5–5 · Bård Vonen (NOR) · 5–3 · Philippe Riboud (FRA) · 5–2          | 2.        | 3. csoport · Stefan Joos (BEL) · 5–2 · José Rafael Magallanes (VEN) · 5–5 · Khaled Soliman (EGY) · 5–5 · Nils Koppang (NOR) · 5–4 · Björne Väggö (SWE) · 4–5                     | 2.        | 4. csoport · Cuj Ji-ning (Cui Yining) (CHN) · 5–4 · Robert Marx (USA) · 5–3 · Volker Fischer (FRG) · 5–4 · Martin Brill (NZL) · 2–5 · Philippe Boisse (FRA) · 2–5               | 3.        | Michel Poffet (SUI) · 10–9               | Michel Dessureault (CAN) · 10–6   |                              |                              | Michel Poffet (SUI) · 10–4       | Björne Väggö (SWE) · 8–10         | Bronzmérkőzés · Philippe Riboud (FRA) · 7–10     | 4.       |
| Angelo Mazzoni                                                                          | Párbajtőr, egyéni | 2. csoport · Saul Mendoza (BOL) · 5–3 · Csao Cse-csung (Zhao Zhizhong) (CHN) · 5–5 · Abdel Monem Salem (EGY) · 5–1 · Stephen Trevor (USA) · 3–5                          | 2.        | 1. csoport · Gilberto Peña (PUR) · 5–2 · Ali Murat Dizioğlu (TUR) · 5–0 · Jean-Marc Chouinard (CAN) · 5–3 · Stephen Trevor (USA) · 2–5 · Volker Fischer (FRG) · 3–5              | 3.        | 2. csoport · John Llewellyn (GBR) · 5–0 · Steven Paul (GBR) · 5–5 · Daniel Giger (SUI) · 5–0 · Björne Väggö (SWE) · 5–0 · Nils Koppang (NOR) · 5–0                              | 1.        | Volker Fischer (FRG) · 10–8              | Björne Väggö (SWE) · 9–10         |                              | Elmar Borrmann (FRG) · 7–10  | kiesett                          | kiesett                           | kiesett                                          | 9.       |
| Sandro Cuomo                                                                            | Párbajtőr, egyéni | 12. csoport · David Cocker (NZL) · 5–5 · John Hugo Pedersen (NOR) · 5–2 · Kim Szongmun (Kim Seong-Mun) (KOR) · 5–3 · Kazem Hasan (KUW) · 4–5 · Gabriel Nigon (SUI) · 2–5 | 4.        | 5. csoport · Stéphane Ganeff (BEL) · 4–5 · Daniel Perreault (CAN) · 2–5 · Abdel Monem Salem (EGY) · 5–1 · Csao Cse-csung (Zhao Zhizhong) (CHN) · 5–2 · Michel Poffet (SUI) · 5–2 | 2.        | 1. csoport · Bård Vonen (NOR) · 2–5 · Daniel Perreault (CAN) · 5–3 · Stephen Trevor (USA) · 5–1 · Elmar Borrmann (FRG) · 5–4 · Philippe Riboud (FRA) · 5–2                      | 1.        | Alexander Pusch (FRG) · 7–10             |                                   | Philippe Riboud (FRA) · 2–10 | kiesett                      | kiesett                          | kiesett                           | kiesett                                          | 14.      |
| Marco Marin                                                                             | Kard, egyéni      | 5. csoport · Csen Csin-csu (Chen Jinchu) (CHN) · 5–2 · Richard Cohen (GBR) · 5–3 · Jean-Paul Banos (CAN) · 5–1 · Zisis Babanasis (GRE) · 5–3                             | 1.        | 3. csoport · Claude Marcil (CAN) · 5–3 · Mike Lofton (USA) · 5–1 · Cornel Marin (ROU) · 5–2 · Hans Brandstätter (AUT) · 5–3                                                      | 1.        | 3. csoport · Csen Csin-csu (Chen Jinchu) (CHN) · 4–5 · Ildemaro Sánchez (VEN) · 5–1 · Mike Lofton (USA) · 5–3 · Jürgen Nolte (FRG) · 5–2 · Pierre Guichot (FRA) · 2–5           | 2.        | Csen Csin-csu (Chen Jinchu) (CHN) · 10–3 | Ioan Pop (ROU) · 11–10            |                              |                              | Giovanni Scalzo (ITA) · 11–9     | Hervé Granger-Veyron (FRA) · 10–4 | Jean-François Lamour (FRA) · 11–12               |          |
| Giovanni Scalzo                                                                         | Kard, egyéni      | 3. csoport · James Kreglo (ISV) · 5–1 · Olivier Martini (MON) · 5–2 · Atilio Tass (ARG) · 5–1 · Peter Westbrook (USA) · 5–3 · Ioan Pop (ROU) · 5–0                       | 1.        | 1. csoport · Liu Kuo-csen (Liu Guozhen) (CHN) · 5–3 · Ildemaro Sánchez (VEN) · 5–0 · Peter Westbrook (USA) · 5–3 · Freddy Scholz (FRG) · 3–5                                     | 2.        | 2. csoport · xxx (CAN) · 3–5 · Jörg Stratmann (FRG) · 5–0 · xxx (ROU) · 5–2 · Zisis Babanasis (GRE) · 4–5 · Jean-François Lamour (FRA) · 4–5                                    | 4.        | Marin Mustaţă (ROU) · 10–5               | Jean-François Lamour (FRA) · 5–10 |                              | Zisis Babanasis (GRE) · 10–4 | Giovanni Scalzo (ITA) · 11–9     | kiesett                           | kiesett                                          | 7.       |
| Gianfranco Dalla Barba                                                                  | Kard, egyéni      | 1. csoport · Claude Marcil (CAN) · 5–2 · Freddy Scholz (FRG) · 5–3 · Hans Brandstätter (AUT) · 5–3 · Cornel Marin (ROU) · 5–2                                            | 1.        | 4. csoport · Antonio García (ESP) · 5–1 · John Zarno (GBR) · 5–1 · Jörg Stratmann (FRG) · 5–1 · Zisis Babanasis (GRE) · 5–1                                                      | 1.        | 1. csoport · John Zarno (GBR) · 5–1 · Richard Cohen (GBR) · 5–3 · Ioan Pop (ROU) · 5–1 · Peter Westbrook (USA) · 5–2 · Hervé Granger-Veyron (FRA) · 5–3                         | 1.        | Vang Zsuj-csi (Wang Ruiji) (CHN) · 10–4  | Peter Westbrook (USA) · 9–11      |                              | Marin Mustaţă (ROU) · 9–11   | kiesett                          | kiesett                           | kiesett                                          | 9.       |
| Mauro Numa Andrea Borella Andrea Cipressa Stefano Cerioni Angelo Scuri                  | Tőr, csapat       | 1. csoport · Egyesült Államok (USA) · 9–3 · Egyiptom (EGY) · 9–1 | 1.        | |           | |           |                                          |                                   |                              |                              | Nagy-Britannia (GBR) · 9–2       | Franciaország (FRA) · 9–7         | NSZK (FRG) · 8–7                                 |          |
| Stefano Bellone Sandro Cuomo Cosimo Ferro Roberto Manzi Angelo Mazzoni                  | Párbajtőr, csapat | 3. csoport · Kanada (CAN) · 9–5 · Egyiptom (EGY) · 9–0 · Argentína (ARG) · 9–1                                                                                           | 1.        | |           | |           |                                          |                                   |                              |                              | Svédország (SWE) · 9–2           | Franciaország (FRA) · 4–9         | Bronzmérkőzés · Kanada (CAN) · 8–2               |          |
| Marco Marin Gianfranco Dalla Barba Giovanni Scalzo Ferdinando Meglio Angelo Arcidiacono | Kard, csapat      | 2. csoport · Románia (ROU) · 9–3 · Kína (CHN) · 9–4 · Nagy-Britannia (GBR) · 9–0                                                                                         | 1.        | |           | |           |                                          |                                   |                              |                              | erőnyerő                         | NSZK (FRG) · 9–3                  | Franciaország (FRA) · 9–3                        |          |

Női
| Versenyző                                                                        | Versenyszám | Selejtező | Selejtező | Selejtező | Selejtező | Selejtező | Selejtező | Főtábla                              | Főtábla                | Vigaszág                               | Vigaszág          | Negyeddöntő                     | Elődöntő                     | Döntő                                     | Helyezés |
| Versenyző                                                                        | Versenyszám | 1. kör | 1. kör    | 2. kör | 2. kör    | 3. kör | 3. kör    | 1. kör                               | 2. kör                 | 1. kör                                 | 2. kör            | Negyeddöntő                     | Elődöntő                     | Döntő                                     | Helyezés |
| Versenyző                                                                        | Versenyszám | Ellenfél Eredmény | Hely.     | Ellenfél Eredmény | Hely.     | Ellenfél Eredmény | Hely.     | Ellenfél Eredmény                    | Ellenfél Eredmény      | Ellenfél Eredmény                      | Ellenfél Eredmény | Ellenfél Eredmény               | Ellenfél Eredmény            | Ellenfél Eredmény                         | Helyezés |
| -------------------------------------------------------------------------------- | ----------- | --- | --------- | --- | --------- | --- | --------- | ------------------------------------ | ---------------------- | -------------------------------------- | ----------------- | ------------------------------- | ---------------------------- | ----------------------------------------- | -------- |
| Dorina Vaccaroni                                                                 | Tőr, egyéni | 1. csoport · Madeleine Philion (CAN) · 4–5 · Alayna Snell (ISV) · 5–2 · Lourdes Lozano (MEX) · 5–2 · Kerstin Palm (SWE) · 5–2 · Debra Waples (USA) · 5–3 · Sabine Bischoff (FRG) · 2–5                   | 2.        | 3. csoport · Helen Smith (AUS) · 5–1 · Kerstin Palm (SWE) · 5–2 · Aurora Dan (ROU) · 5–4 · Laurence Modaine-Cessac (FRA) · 5–0                                              | 1.        | 3. csoport · Debra Waples (USA) · 5–1 · Nili Drori (ISR) · 5–2 · Linda Ann Martin (GBR) · 5–4 · Aurora Dan (ROU) · 4–5 · Li Hua-hua (Li Huahua) (CHN) · 4–5                                      | 3.        | Brigitte Latrille-Gaudin (FRA) · 8–3 | Aurora Dan (ROU) · 8–5 |                                        |                   | Véronique Brouquier (FRA) · 9–7 | Cornelia Hanisch (FRG) · 6–8 | Elisabeta Guzganu-Tufan (ROU) · 8–5       |          |
| Carola Cicconetti                                                                | Tőr, egyéni | 5. csoport · Barbra Higgins (PAN) · 5–1 · Caroline Mitchell (CAN) · 5–2 · Oikava Azusza (JPN) · 5–1 · Li Hua-hua (Li Huahua) (CHN) · 5–3 · Liz Thurley (GBR) · 4–5 · Laurence Modaine-Cessac (FRA) · 4–5 | 3.        | 1. csoport · Jana Angelakis (USA) · 5–1 · Nili Drori (ISR) · 5–2 · Marcela Moldovan-Zsak (ROU) · 1–5 · Sabine Bischoff (FRG) · 0–5                                          | 4.        | 1. csoport · Brigitte Latrille-Gaudin (FRA) · 3–5 · Madeleine Philion (CAN) · 5–1 · O Szungszun (O Seung-Sun) (KOR) · 5–1 · Sabine Bischoff (FRG) · 5–1 · Luan Csü-csie (Luan Jujie) (CHN) · 5–2 | 1.        | Sabine Bischoff (FRG) · 7–8          |                        | Luan Csü-csie (Luan Jujie) (CHN) · 5–8 | kiesett           | kiesett                         | kiesett                      | kiesett                                   | 14.      |
| Margherita Zalaffi                                                               | Tőr, egyéni | 6. csoport · Sheila Viard (HAI) · 5–0 · Silvana Giancola (ARG) · 5–2 · Mijahara Mieko (JPN) · 5–4 · Véronique Brouquier (FRA) · 5–3 · Fiona McIntosh (GBR) · 1–5 · Lydia Czuckermann-Hatuel (ISR) · 4–5  | 4.        | 4. csoport · O Szungszun (O Seung-Sun) (KOR) · 4–5 · Lydia Czuckermann-Hatuel (ISR) · 5–1 · Csu Csing-jüan (Zhu Qingyuan) (CHN) · 5–3 · Elisabeta Guzganu-Tufan (ROU) · 2–5 | 2.        | 2. csoport · Fiona McIntosh (GBR) · 5–1 · Christiane Weber (FRG) · 5–3 · Csu Csing-jüan (Zhu Qingyuan) (CHN) · 5–2 · Laurence Modaine-Cessac (FRA) · 5–4 · Elisabeta Guzganu-Tufan (ROU) · 2–5   | 2.        | Laurence Modaine-Cessac (FRA) · 7–8  |                        | Linda Ann Martin (GBR) · 7–8           | kiesett           | kiesett                         | kiesett                      | kiesett                                   | 15.      |
| Dorina Vaccaroni Clara Mochi Margherita Zalaffi Lucia Traversa Carola Cicconetti | Tőr, csapat | 3. csoport · NSZK (FRG) · 4–9 · Japán (JPN) · 9–3 · Argentína (ARG) · 9–0 | 2.        | |           | |           |                                      |                        |                                        |                   | Kína (CHN) · 9–7                | NSZK (FRG) · 8 (62)–8 (63)   | Bronzmérkőzés · Franciaország (FRA) · 7–9 | 4.       |

## Vízilabda
| Olasz férfi vízilabdacsapat-játékoskeret                                                                      | Olasz férfi vízilabdacsapat-játékoskeret                                                                   |
| --- | --- |
| - Roberto Gandolfi - Alfio Misaggi - Andrea Pisano - Antonello Steardo - Mario Fiorillo - Gianni De Magistris | - Marco Galli - Marco D'Altrui - Marco Baldineti - Vincenzo D'Angelo - Romeo Collina - Stefano Postiglione |

### Eredmények
Csoportkör
C csoport
| Csapat            | M | Gy | D | V | G+ | G– | Gk  | P |
| ----------------- | - | -- | - | - | -- | -- | --- | - |
| NSZK (FRG)        | 3 | 3  | 0 | 0 | 35 | 18 | +17 | 6 |
| Ausztrália (AUS)  | 3 | 1  | 1 | 1 | 27 | 20 | +7  | 3 |
| Olaszország (ITA) | 3 | 1  | 1 | 1 | 27 | 23 | +4  | 3 |
| Japán (JPN)       | 3 | 0  | 0 | 3 | 15 | 43 | –28 | 0 |

| 1984. augusztus 1. 19:30 | Japán (JPN)          | 5–15 | Olaszország (ITA) |  |
| 1984. augusztus 1. 19:30 | (1–4, 0–5, 3–2, 1–4) |      |                   |  |
| 1984. augusztus 1. 19:30 |                      |      |                   |  |

| 1984. augusztus 2. 13:30 | Ausztrália (AUS)     | 8–8 | Olaszország (ITA) |  |
| 1984. augusztus 2. 13:30 | (2–3, 2–2, 2–3, 2–0) |     |                   |  |
| 1984. augusztus 2. 13:30 |                      |     |                   |  |

| 1984. augusztus 3. 08:30 | Olaszország (ITA)    | 4–10 | NSZK (FRG) |  |
| 1984. augusztus 3. 08:30 | (0–3, 2–2, 1–2, 1–3) |      |            |  |
| 1984. augusztus 3. 08:30 |                      |      |            |  |

7–12. helyért
| Csapat            | M | Gy | D | V | G+ | G– | Gk  | P |
| ----------------- | - | -- | - | - | -- | -- | --- | - |
| Olaszország (ITA) | 5 | 4  | 1 | 0 | 63 | 34 | +29 | 9 |
| Görögország (GRE) | 5 | 3  | 2 | 0 | 52 | 41 | +11 | 8 |
| Kína (CHN)        | 5 | 3  | 0 | 2 | 44 | 39 | +5  | 6 |
| Kanada (CAN)      | 5 | 1  | 1 | 3 | 40 | 48 | –8  | 3 |
| Japán (JPN)       | 5 | 1  | 0 | 4 | 30 | 55 | –25 | 2 |
| Brazília (BRA)    | 5 | 0  | 2 | 3 | 40 | 52 | –12 | 2 |

| 1984. augusztus 6. 19:30 | Brazília (BRA)       | 4–13 | Olaszország (ITA) |  |
| 1984. augusztus 6. 19:30 | (1–2, 2–4, 0–2, 1–5) |      |                   |  |
| 1984. augusztus 6. 19:30 |                      |      |                   |  |

| 1984. augusztus 7. 13:30 | Kína (CHN)           | 8–11 | Olaszország (ITA) |  |
| 1984. augusztus 7. 13:30 | (3–3, 2–5, 1–1, 2–2) |      |                   |  |
| 1984. augusztus 7. 13:30 |                      |      |                   |  |

| 1984. augusztus 9. 19:30 | Görögország (GRE)    | 8–8 | Olaszország (ITA) |  |
| 1984. augusztus 9. 19:30 | (1–2, 3–2, 3–2, 1–2) |     |                   |  |
| 1984. augusztus 9. 19:30 |                      |     |                   |  |

| 1984. augusztus 10. 13:30 | Olaszország (ITA)    | 16–9 | Kanada (CAN) |  |
| 1984. augusztus 10. 13:30 | (4–0, 3–1, 3–3, 6–5) |      |              |  |
| 1984. augusztus 10. 13:30 |                      |      |              |  |

| Csapat            | Helyezés |
| ----------------- | -------- |
| Olaszország (ITA) | 7.       |